# Reja (mitologija)
Reja ili Rea (grč. Ῥέα, Rea) u grčkoj mitologiji Uranova je i Gejina kći, Titanida. Kronova je sestra i žena te Demetrina, Hadova, Herina, Hestijina, Posejdonova i Zeusova majka. U rimskoj mitologiji njezin je ekvivalent božica Ops, a u frigijskoj/anatolijskoj božica Kibela.

## Etimologija
Rejino ime možda dolazi od grčke riječi ‘ρεω, rheo = "teći" ili pak ‘ρεος, rheos = "izvor".

## Karakteristike
U grčkoj mitologiji njezin je simbol Mjesec. Ali u rimskoj mitologiji njezin je simbol znan kao lunar koji također označava Mjesec. Drugi je simbol bio labud, a također je prikazivana i s dva lava koja su vukla njezinu kočiju. Na glavi je često imala krunu, a u rukama je držala ćup, posudu, grč. πίθος, píthos koja je predstavljala izvor svih stvari na zemlji.

## Kult
Homer Reju opisuje kao majku bogova. Štovana je na Kreti gdje je, prema mitu, spasila Zeusa od njegova oca i svoga muža Krona. Ovdje su se održavale proslave u njezinu čast. Poslije je povezivana s anatolijskom božicom Kibelom, a i rimskom božicom Ops.

## Mitologija

### Potomstvo
Rejin muž i brat, Kron, kastrirao je svoga oca Urana. Nakon toga, zatvorio je Hekatonhire, Gigante i Kiklope te je postavio čudovišnu Kampu da ih čuva. Potom su on i Reja zauzeli prijestolje kao kraljevi bogova. Ovo je doba nazvano zlatnim dobom, jer ljudi nisu imali potrebe za zakonima i pravilima te su svi činili ono što je trebalo.
Reja je s Kronom imala nekoliko djece - Hestiju, Demetru, Heru, Hada i Posejdona, ali ih je Kron sve progutao, jer je od Geje i Urana naučio da će i njega svrgnuti njegov sin, kao što je i on svoga oca. Kad se Zeus trebao roditi, Reja je Uranu i Geji izložila svoj plan te ga je sakrila, a Kronu predala smotuljak s kamenom koji je Kron progutao. Potom ga je odnijela na goru Idu na Kreti. Prema različitim inačicama mita, ondje je odgojen od različitih osoba - Geja ili koza Amalteja ili pak nimfa Adamanteja.
Kad je odrastao, Zeus je prisilio Krona da povrati Rejinu djecu, prvo kamen, a potom njih. U drugoj inačici mita, Metida je Kronu dala napitak koji ga je tjerao na povraćanje. Zatim je Zeus pustio Gigante, Hekatonhire i Kiklope te je s njima svrgnuo Krona i druge Titane.

## Vanjske poveznice
- Reja u klasičnoj literaturi i umjetnosti (engl.)
- Reja u grčkoj mitologiji (engl.)